# Calçoene (sito archeologico)
Il sito archeologico di Calçoene è composto da un cerchio di pietre megalitiche, situate nello Stato di Amapá, in Brasile. Qui si trovano 127 blocchi di granito, alti fino a 4 metri, disposti in circolo vicino a un fiume. Durante gli scavi archeologici sono stati trovati molti frammenti di ceramica e altri oggetti e reperti. La struttura è stata datata come risalente da 500 a 2000 anni fa.
Il 21 dicembre di ogni anni l'ombra di uno dei blocchi scompare quando il sole è direttamente sopra. La roccia è stata posizionata in maniera che l'ombra rimanga piccola durante il giorno. Questo ha fatto pensare a degli archeologi che le rovine del sito fossero una specie di osservatorio astronomico.